# 川崎安之助

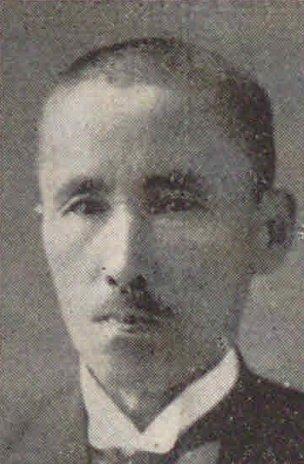
川崎安之助

川崎 安之助（かわさき やすのすけ、慶応3年4月21日（1867年5月24日） - 昭和5年（1930年）9月21日）は、衆議院議員（立憲政友会→中正会→憲政会→立憲民政党）、大山崎村長。

## 経歴
山城国乙訓郡大山崎村（現在の京都府大山崎町）出身。1888年（明治21年）、城北青年会という政社を設立して幹事となり、後に山城自由倶楽部を設立した。1894年（明治27年）、山城自由倶楽部は自由党京都支部と合併し、自由党員となった。
これより先、大山崎村長に選ばれており、後には京都府町村会長を務めた。1894年より京都府会議員に選ばれ、同参事会員、同副議長、同郡部会議長を歴任した。
1908年（明治41年）、第10回衆議院議員総選挙に立憲政友会から出馬し当選。当選回数は合計5回を数えた。その間、政友会が第1次山本内閣と妥協したのを不満として、尾崎行雄らとともに離党。中正会に移り、憲政会、立憲民政党の設立に加わった。
その他、京都府農会長、山崎銀行頭取、乙訓銀行取締役、京津電気軌道株式会社監査役を務めた。

## 親族
- 養子 川崎末五郎（内務官僚・衆議院議員）